# Federico Domínguez (calciatore 1976)
Federico Hernán Domínguez (Lanús, 13 agosto 1976) è un ex calciatore argentino, di ruolo difensore.